# Cop d'estat al Gabon de 2019
El 7 de gener de 2019, els membres de les Forces Armades del Gabon van anunciar un cop d'estat al Gabon. Els oficials militars van afirmar que havien enderrocat al president Ali Bongo, que va ser reelegit en 2016 després d'unes eleccions controvertides i de protestes. Durant l'absència d'Ali Bongo, que rebia tractament mèdic al Marroc, rebels armats en la capital Libreville van prendre ostatges i van declarar que havien establert un «Consell Nacional de Restauració» per a «restaurar la democràcia al Gabon». Es van produir talls generalitzats d'Internet en tot el país, encara que es desconeix si la Internet va ser tancada pels mateixos rebels o per civils. El Govern del Gabon va declarar posteriorment que havia recuperat el control.
A més, el 6 de gener de 2019, un dia abans de l'intent de cop d'Estat, el President dels Estats Units, Donald Trump, va enviar 80 tropes estatunidenques al Gabon enmig del temor que es produïssin protestes violentes en la República Democràtica del Congo.

## Desenvolupament
El portaveu militar i líder del Moviment Patriòtic de les Forces de Defensa i Seguretat del Gabon, el tinent Kelly Ondo Obiang, va declarar en la ràdio nacional i en la televisió estatal en el matí del dilluns que ell i els seus partidaris estaven decebuts pel missatge del President Ali Bongo a la nació en la nit de cap d'any, qualificant-ho de «intent incessant d'aferrar-se al poder» i dient que «reforçava els dubtes sobre la capacitat del president per a continuar complint amb les responsabilitats del seu càrrec». Obiang també va afirmar que estaven creant un «Consell Nacional de Restauració... [per a] restaurar la democràcia» al Gabon. Una interrupció d'Internet a nivell nacional va ser detectada per l'observatori mundial d'Internet NetBlocks a partir d'aproximadament les 7.00 am UTC. Entre altres coses, Obiang va transmetre el següent missatge (en francès) en la ràdio nacional:
| «                                   | "Ha arribat el tan esperat dia en què l'exèrcit ha decidit posar-se al costat del poble per a salvar a Gabon del caos... Si estàs menjant, para; si estàs bevent, para; si estàs dormint, desperta. Desperta als teus veïns... aixequeu-vos com un sol i pren el control del carrer." | » |
| — Kelly Ondo Obiang, líder colpista | |   |

En el moment del cop, el 7 de gener, el president Bongo portava uns dos mesos fora del país, ja que estava rebent al Marroc un tractament mèdic no relacionat amb l'anterior. El president Bongo havia sofert un vessament cerebral mentre estava a Riad (Aràbia Saudita) a l'octubre; els seus desitjos d'Any Nou registrats van ser la primera vegada que va parlar en públic des de llavors.
Les forces progovernamentals van prendre el control de l'emissora nacional Ràdio Télévision Gabonaise. La Guàrdia Republicana del Gabon va desplegar diversos vehicles blindats per tota la capital, inclosos els MRAP Nexter Aravis, un tipus dels quals no es coneixia fins llavors en l'inventari de les Forces Armades del Gabon. L'intent de cop d'estat va ser sufocat a les 10.30 del matí després que el Grup d'Intervenció de la Gendarmeria Gabonesa assaltés la Ràdio Télévision Gabonaise en la qual es trobaven les forces pro-colpistes. Dos soldats colpistes van morir en l'assalt. Els oficials involucrats en el cop van prendre ostatges que des de llavors han estat alliberats per oficials gabonesos. Hores després de l'anunci del cop, els funcionaris governamentals van declarar que la situació estava «sota control» amb els rebels detinguts o en fugida; dos dels rebels van ser morts a tirs i es va informar que el tinent Obiang estava detingut. NetBlocks va observar que la connexió a Internet es va restablir breument (encara que parcialment) en tot el Gabon a les 10.00 hores del matí UTC abans de desconnectar-se, i només va tornar completament a les 11.00 hores de l'endemà. El Ministre de Seguretat Guy-Bertrand Mapangou va declarar que els vuit rebels supervivents van ser lliurats al fiscal general. El govern de Gabon va anunciar que el President Bongo tornaria al país «molt aviat».

## Reaccions internacionals
- Unió Africana: El president de la comissió de l'organització, Moussa Faki Mahamat, va condemnar l'intent de cop d'estat.[10]
- Egipte: El Ministeri d'Afers exteriors d'Egipte ha condemnat l'intent de cop.[11]
- França: El Ministeri d'Afers exteriors francès va criticar les accions dutes a terme pels militars. «L'estabilitat del Gabon només es pot assegurar en estricte compliment de les disposicions de la seva constitució» va dir una portaveu del ministeri.[12]
- Sud-àfrica: En una declaració, el Departament de Relacions Internacionals i Cooperació va dir que «Sud-àfrica reafirma el principi de la Unió Africana de rebuig total de tot canvi inconstitucional de poder».[13]
- Turquia: El Ministeri d'Afers Exteriors de Turquia va declarar la seva condemna a l'intent de cop d'estat: «Turquia s'oposa a tots els intents d'enderrocar il·legalment als governs triats democràticament».[14]
- Nigèria: Al·ludint a l'intent de cop, el president Muhammadu Buhari va dir: «Els oficials militars del Gabon han d'entendre que l'era dels cops militars i dels governs a Àfrica i, de fet, a tot el món, ha quedat enrere».[15]
- Txad: El president Idriss Deby, que també és l'actual cap de la Comunitat Econòmica dels Estats d'Àfrica Central, també va condemnar l'intent de cop d'Estat i va aplaudir la ràpida actuació de les forces de defensa i seguretat del Gabon per a anul·lar el cop.[16]